# Artémise
L'Artémise fou una fragata de la classe Magiciene de la marina francesa. No va adoptar el nom d'Artémise fins al setembre del 1794. Abans, quan s'estava construint a Toló, s'anomenà Aurore, però els Britànics prenen la ciutat. El 24 de juliol del 1794 els francesos la recapturen, en reprenen la construcció i en canvien el nom. El 23 de juny del 1795 es trobava navegant amb la Minerve, fragata de quaranta canons, quan topa amb el HMS Dido i el HMS Lowestoffe, en el decurs del combat el Minerve resulta capturat, però l'Artémise reïx escapar. El capità és rellevat del comandament per deixar enrere el Minerve.
El 1798 pren part de l'Expedició francesa a Egipte, enquadrat dins la flotilla francesa. A la batalla del Nil l'HMS Orion i el HMS Theseus la persegueixen; amb tota la bateria inutilitzada i sense capacitat operativa, els tripulants calen foc a la nau per evitar que caigui en mans de la Royal Navy britànica.